# Mahatma Gandhi
Mohandas Karamchand Gandhi (Gujarati: મોહનદાસ કરમચંદ ગાંધી) (Porbandar, 2 oktober 1869 – New Delhi, 30 januari 1948), vaak Mahatma Gandhi (Gujarati: મહાત્મા ગાંધી) genoemd, was een Indiase jurist en politiek leider en sociaal hervormer, die nationaal en spiritueel leider van India werd rondom de dekolonisatie van voormalig Brits India.
Na een rechtenstudie in Engeland vertrok Gandhi naar Zuid-Afrika, waar hij zich voor de Indiase bevolkingsgroep inzette. Na terugkeer in India werd hij leider in de Indiase onafhankelijkheidsstrijd. Mahatma Gandhi was een van de grondleggers van de moderne staat India en voorstander van actieve geweldloosheid als middel voor revolutie.
Gandhi spande zich ook in voor verzoening tussen hindoes en moslims in India. Hij werd in 1948 in New Delhi vermoord door een extremistische hindoe. Zijn geboortedag wordt gevierd als Gandhi Jayanti. Bij Raj Ghat, een monument pal aan de rivier de Yamuna in New Delhi, wordt zijn favoriete lied Raghupati Raghava gezongen en wordt op de ouderwetse wijze katoen gesponnen.

## Biografie

### Achtergrond
Gandhi werd geboren in Porbandar, een stad in de staat Gujarat, India. Hij was de zoon van Karamchand 'Kaba' Gandhi, die al sinds zijn 25ste (in 1847) de positie van diwan (minister-president) van de provincie Porbandar bekleedde, en ook zijn grootvader Uttamchand 'Ota' Gandhi had dat ambt een tijd uitgeoefend. Zijn moeder Putlibai was Kaba's vierde vrouw. Mohandas was haar vierde kind na een zoon Laxmidas, een dochter Raliat, en nog een zoon Karsandas. Hij had ook twee oudere halfzussen uit de eerste twee huwelijken van zijn vader.
Putlibai was een vroom aanhanger van het Vaishnava-hindoeïsme en het dorp was sterk beïnvloed door het jaïnisme. De Pranami-secte die ze aanhing bracht ook moslim-elementen in de eredienst; de Pranamitempel in Porbandar had geen iconen of afbeeldingen, alleen teksten uit Hindoegeschriften en uit de Koran.
Gandhi groeide op met het principe ahimsa (geen pijn doen aan alle wezens) en was vegetariër. De familie Gandhi behoorde tot de Bania-klasse, de derde laag in de Hindoe-klassenmaatschappij na de Kshatriya en de Brahmanen. Ze bestond vooral uit handelaars en geldleners. Ze was strenger vegetarisch dan zowel de hogere als de lagere kasten en aten vooral gierst en rijst naast verschillende soorten linzen. Ze vermeden het gebruik van tabak en alcohol.

### Vroege jaren
In 1874 trok vader Kaba naar Rajkot om er koninklijk adviseur te worden. Twee jaar later promoveerde hij er tot diwan en vervoegde zijn gezin hem in die stad. Of Mohandas in Porbandar school heeft gelopen, is niet zeker, maar hij heeft dat zeker wel in Rajkot gedaan. In 1879 ging hij naar de Talukschool waar hij de vakken rekenkunde, Gujarati en geschiedenis en aardrijkskunde kreeg. Hij was slechts onregelmatig aanwezig en haalde middelmatige tot slechte resultaten. In 1880 slaagde hij voor het ingangsexamen van de Kattywar High School, waar hij naast hogergenoemde vakken ook Engels kreeg.
In 1881 verhuisde het gezin van een huurwoning naar een groot eigen huis. Mohandas' schoolprestaties waren ondermaats. In 1882 was zijn vader ziek en bleef hij vaak weg uit de school; hij nam ook niet deel aan het jaarexamen. Vanaf 1883 ging het beter: hij was regelmatig aanwezig en haalde gemiddeld 68% op het jaarexamen. Op het eindexamen in april 1884 daalde dat tot 58%. Zijn zuster zou later, als hij al beroemd was, tegen een Amerikaanse journalist beweren dat haar broer een goede leerling was en altijd als eerste eindigde, maar dat is in strijd met overgeleverde documenten.
De meeste van zijn sociale contacten behoorden tot zijn eigen subkaste Modh Bania. Bij zijn klasgenoten waren Bania van andere subkasten en enkele Brahmanen. Zijn beste vriend was de oudere moslimjongen Sheikh Mehtab, die hij had leren kennen via zijn oudere broer Karsandas en die na een paar keer zakken in Mohandas' klas was beland.

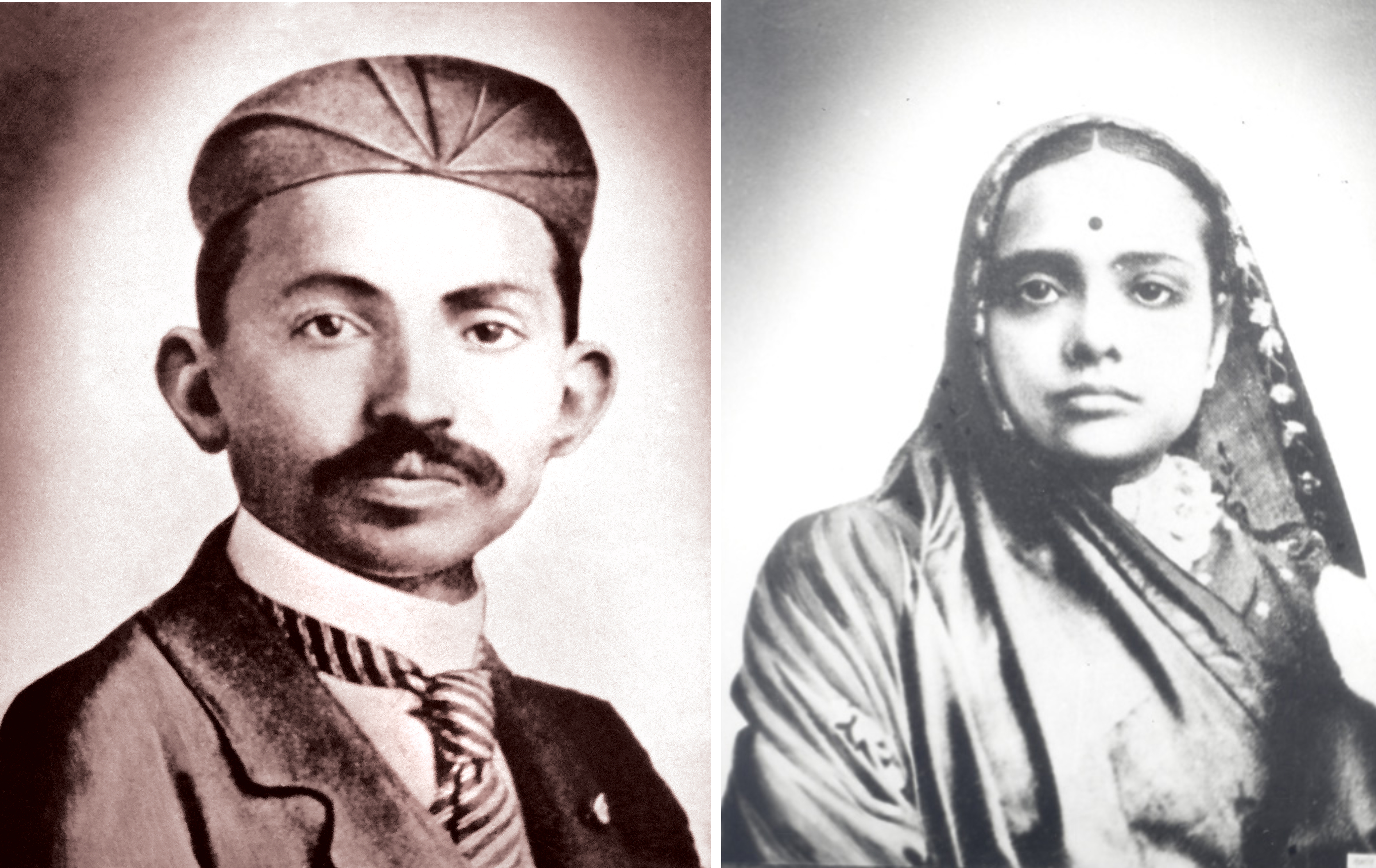
Gandhi en zijn vrouw Kasturba
(1902)

Op zijn dertiende, vermoedelijk in 1883, werd Kasturba Makharji aan hem uitgehuwelijkt. Mohandas was tevoren al twee keer verloofd, maar telkens was het meisje overleden voor het huwelijk kon worden voltrokken. Gandhi zou het kinderhuwelijk, destijds en ook nu nog veel voorkomend in India, later in zijn werken bekritiseren. Hij verklaarde ook dat hij erg verliefd was op zijn kindbruid.
Kasturba kwam uit een Bania-familie in Porbandar. Ze was de dochter van Makanji Kapadia, een rijke handelaar in stoffen en katoen. Ze verhuisde naar het huis van de Gandhis enkele maanden na het huwelijk.
In 1885 overleed zijn vader Kaba. Enkele weken later had Kasturba een miskraam. Mohandas haalde dat jaar goede schoolresultaten met een onverwachte uitschieter in wiskunde. In december 1886 promoveerde hij naar de zevende en hoogste graad van de school. In 1887 slaagde hij voor het strenge zogeheten Matriculatie-examen in Ahmedabad.
Gandhi was een middelmatige student aan de Universiteit van Bombay. In 1888 kreeg hij op zijn negentiende de mogelijkheid rechten te studeren aan het University College London. Engeland viel hem erg tegen, want hij kon er bijna niet vegetarisch eten en er werd ook veel alcohol gebruikt in zijn omgeving. Gandhi sloot zich aan bij de Vegetarian Society en begon een regionale afdeling.
In 1891 voltooide Gandhi zijn studie en keerde terug naar India. Zijn advocatenkantoor had weinig succes en in 1893 nam hij in Natal in Zuid-Afrika aangeboden werk aan.

### Gandhi in Zuid-Afrika
De periode in Zuid-Afrika was zeer belangrijk voor zijn latere vorming. Hij werd in Pietermaritzburg vanwege zijn huidskleur uit de trein gezet omdat hij weigerde met zijn eersteklaskaartje in de derde klas te gaan zitten. Er was ook racisme in Engeland geweest, maar daar werd hij toch vaak als lid van de elite gezien. In Zuid-Afrika werd hij echter vaak als uitschot behandeld. Deze harde confrontatie zorgde ervoor dat hij anders naar de wereld ging kijken.

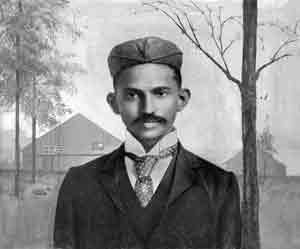
Gandhi in Zuid-Afrika
(1895)

Gandhi begon zich te bemoeien met rechtszaken die draaiden om de burgerrechten van Indiase immigranten. Al snel groeide hij uit tot prominent voorvechter van de rechten van de Indiase minderheid. Gandhi stond op het punt terug te keren naar India toen hij in de krant las dat Indiërs het recht om te stemmen zouden verliezen. In 1894 was hij medeoprichter van de Natal Indian Congress. In 1896 keerde hij kort terug naar India om zijn vrouw en kinderen te bezoeken. Bij terugkeer in Zuid-Afrika, in januari 1897, probeerde men hem te vermoorden.
In september 1906, tijdens een bijeenkomst in Johannesburg, introduceerde Gandhi de satyagraha (trouw aan de waarheid) en zette hij zijn plannen om over te gaan tot vreedzaam protest uiteen. Gandhi riep het volk op zich te verzetten tegen de pasjeswetgeving, maar er mocht geen geweld worden gebruikt en niet eens worden gescholden. In de zeven jaar die hier op volgden werden duizenden in elkaar geslagen, gevangengezet en vernederd, maar er werd van de kant van de Indiërs geen geweld gebruikt. Het publiek in Zuid-Afrika begon meer en meer sympathie te krijgen voor Gandhi en uiteindelijk was generaal Jan Christian Smuts gedwongen om met Gandhi te onderhandelen.
In 1914 besloot Gandhi terug te keren naar India. Voor zijn verdienste voor de ambulances in Zuid-Afrika ontving Gandhi de exclusieve Kaisar-i-Hind van de Britse Onderkoning van India.

### Gandhi in India

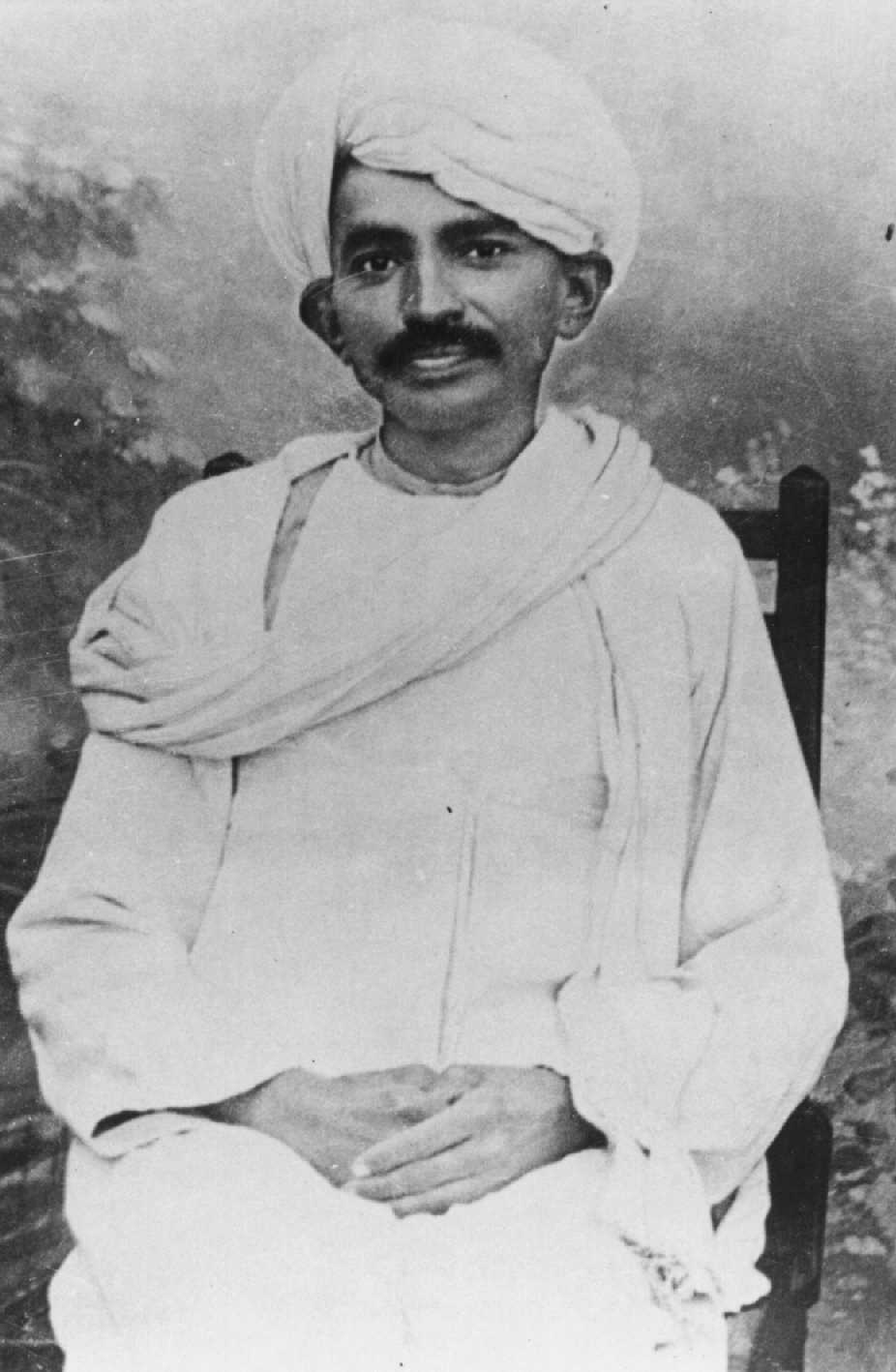
Mohandas Gandhi
(1915)

In 1915 keerde Gandhi terug naar India en werd ingewerkt in de politiek door Gopal Krishna Gokhale, de leider van de Congrespartij. Gandhi stichtte een ashrama (hindoeïstische gemeenschap) in Ahmedabad, de Sabarmati Ashram. In 1918 leidde hij een grootschalige burgerlijke ongehoorzaamheidsbeweging in Champaran, waar de boeren gedwongen werden om indigo te verbouwen. Hij begon de dorpen te reorganiseren en scholen en ziekenhuizen te bouwen. De autoriteiten arresteerden Gandhi, met massale protesten door honderdduizenden tot gevolg. Gandhi werd vrijgelaten en leidde een proteststaking tegen landeigenaren. Gandhi kwam als overwinnaar uit de strijd. Rond deze tijd kreeg hij de bijnamen Bapu (vader) en Mahatma (grote ziel), waarmee hij al in Zuid-Afrika was aangeduid.
In 1919 werd de Rowlatt-wet van kracht die de overheid in staat stelde om mensen zonder rechtszaak in de gevangenis te zetten. Gandhi en de Congrespartij organiseerden massale protesten. Alle steden en dorpen staakten en de overheid besloot de noodtoestand uit te roepen. In Punjab vond tijdens een vreedzaam protest de Slachting van Amritsar plaats waar volgens officiële bronnen 379 burgers door het leger werden gedood. Andere bronnen houden het op meer dan 1000 slachtoffers. Deze slachting veroorzaakte een enorm trauma in het land en woede en geweld konden niet worden onderdrukt.
Gandhi zond uit protest zijn in Zuid-Afrika toegekende Kaisar-i-Hind terug aan de Brits-Indische regering.
Gandhi bekritiseerde beide partijen, zowel de Britten alsook het geweld van de Indiërs, en hield een zeer emotionele toespraak waarin hij zei dat alle geweld kwaad is. De Indiërs moesten niet schuldig worden aan haat jegens Britten. Hij besefte dat onafhankelijkheid de enige oplossing was en ging streven naar zelfbestuur.
In april 1920 werd Gandhi voorzitter van de in 1916 door Dr. Annie Besant opgerichte All-India Home Rule League en eind 1921 werd hij voorzitter van de Congrespartij. Gandhi vond dat onafhankelijkheid een van de doelen in het partijprogramma moest worden en begon zijn geweldloze platform uit te breiden met de swadeshi – boycot van buitenlandse goederen, Britse in het bijzonder.
Als voorbeeld nam hij kleding en hij riep iedereen op zelf garen te spinnen, stof te weven en kleding te maken. Bovendien vond Gandhi dat vrouwen ook een rol moesten vervullen in de onafhankelijkheidsbeweging. Het protest richtte zich uiteraard niet alleen op de kleding maar op een grootschalige burgerlijke ongehoorzaamheid tegen de Britse bezetting. De campagne kende succes, maar in februari 1922 ging het mis in Chauri Chaura toen daar geweld werd gebruikt. Gandhi, die zeer strikt in zijn geweldloze overtuiging was, riep op tot beëindiging van de campagne. Ironisch genoeg werd Gandhi zelf gearresteerd wegens aanzetting tot rebellie. Gandhi werd veroordeeld tot zes jaar gevangenisstraf. In februari 1924 werd hij vervroegd vrijgelaten.
Tijdens de afwezigheid van Gandhi was de Congrespartij in tweeën gesplitst. Ook de samenwerking tussen moslims en hindoes, die in het begin heel hecht was, begon scheuren te vertonen. Gedurende de jaren 1920-1929 bleef Gandhi meestal op de achtergrond en hield hij zich vooral bezig met het op één lijn krijgen van de Swaraj-Partij en het Indiaas Nationaal Congres. In december 1928 trad hij weer op de voorgrond.
De Britse autoriteiten probeerden een commissie voor een grondwetswijziging in te stellen, maar die bestond uitsluitend uit Britten. Gandhi riep op tot een boycot van de Indiase politiek. Tevens stelde hij dat als de Britten India niet een "dominion"-status (gedeeltelijke autonomie) zouden geven, de massale protesten zouden terugkeren en er dan volledige onafhankelijkheid zou worden geëist. 26 januari 1930 werd door het Indisch Nationaal Congres uitgeroepen tot dag van onafhankelijkheid voor India. Deze wordt nog elk jaar gevierd.

Gandhi tijdens de zoutmars

In maart 1930 begon Gandhi een nieuwe satyagraha tegen de belasting op zout met de beroemde zoutmars naar Dandi (Navsari). Op 12 maart begon hij met zijn volgelingen in Ahmedabad aan een 400 kilometer lange tocht naar de oceaan om zelf zout te winnen. De tocht werd een grote zegetocht waar duizenden Gandhi toejuichten en velen zich bij aansloten. Op 6 april kwamen ze aan in Dandi. De campagne was bijzonder geslaagd en hoewel er meer dan 60.000 mensen gevangen werden gezet, bleef de opstand groeien. De regering, aangevoerd door Lord Irwin, besloot voor het eerst direct met Gandhi te onderhandelen en er vond de volgende discussie plaats:
Lord Irwin: "Met alle respect, meneer Gandhi, zonder Brits bestuur vervalt dit land tot chaos."
Gandhi: "Meneer Irwin, ik vraag u te aanvaarden dat er geen volk op aarde is dat niet de voorkeur geeft aan zijn eigen slechte regering boven een goede regering van een buitenlandse macht."
In maart 1931 werd het Gandhi-Irwin-pact getekend. De Britten beloofden alle politieke gevangenen vrij te laten in ruil voor het opschorten van de burgerlijke ongehoorzaamheidsbeweging. Gandhi werd tevens uitgenodigd voor een rondetafelconferentie in Londen als de enige vertegenwoordiger van het Indisch Nationaal Congres. De conferentie werd een teleurstelling, want het ging voornamelijk om de Indiase prinsen en minderheden en niet om de overdracht van de macht. Bovendien werd Lord Irwin opgevolgd door Lord Willingdon en deze begon de nationalisten opnieuw te onderdrukken.

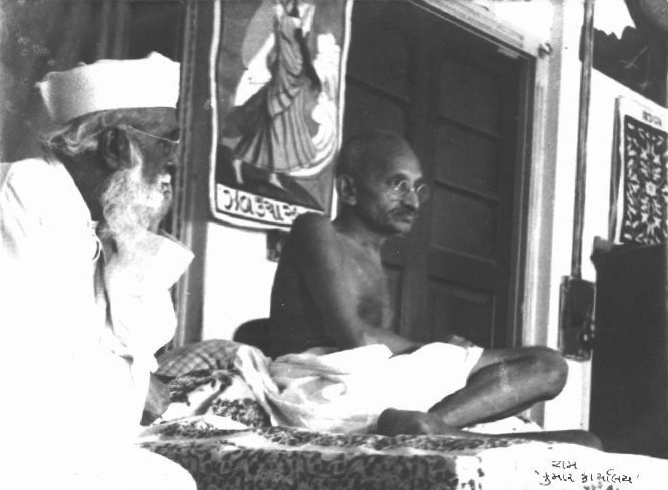
Mahatma Gandhi
(1934)

Gandhi werd opnieuw gearresteerd. In 1932 werd door de regering een voorstel gedaan om in de nieuwe Grondwet de Dalit (onaanraakbaren, de laagste kaste) aparte verkiezingen te geven. Gandhi besloot uit protest zes dagen te vasten en dwong de regering het plan te veranderen. Tevens begon hij een campagne om het leven van de Dalit, die hij 'kinderen van God' noemde, te verbeteren. Op 8 mei 1933 vastte hij 21 dagen uit protest tegen de Britse onderdrukking. In de zomer van 1934 werden er drie mislukte aanslagen op zijn leven gepleegd.
Toen de Congrespartij besloot tegen de verkiezingen te strijden en macht te accepteren onder het federatieplan, zegde Gandhi zijn lidmaatschap op. In 1936 nam Nehru het voorzitterschap op zich en keerde Gandhi terug, maar hij wilde zich voornamelijk richten op de onafhankelijkheidsstrijd en niet speculeren over de vorm van de toekomstige Indiase regering.
In 1938 werd Subhas Chandra Bose voorzitter, maar Bose onderschreef het principe van geweldloosheid niet. Dit leidde tot het vertrek van de All-India-leiders en tussen 1938 en 1939 traden alle gekozen Congresleden af uit protest tegen het besluit om eenzijdig en zonder overleg India te betrekken bij de Tweede Wereldoorlog.

### Tweede Wereldoorlog enQuit India
In 1939 begon de Tweede Wereldoorlog. Gandhi leefde mee met de slachtoffers van het nationaalsocialistisch regime, maar na lang overleg met zijn collega's besloot hij dat India niet deel kon nemen aan de strijd zolang het democratisch principe in het land zelf genegeerd werd. Gandhi zei dat hij de Britten alleen zou steunen, als zij het doel van de oorlog, bevrijding, ook zouden waarmaken in India na de oorlog. De Britse regering reageerde hierop met afschuw. Gandhi begon zijn eisen voor onafhankelijkheid meer kracht bij te zetten en schreef het Quit India-voorstel waarin de Britse regering werd verzocht India te verlaten. Ook binnen de eigen Congrespartij was dit standpunt omstreden.
De Quit India-campagne was de grootste en meest massale beweging voor onafhankelijkheid ooit. Tijdens de campagne vonden massa-arrestaties en geweld op grote schaal plaats. Duizenden werden gedood of raakten gewond door politiekogels en honderdduizenden werden gearresteerd. Gandhi zei dat in deze campagne, anders dan de vorige keren, een individueel geval van geweld van de kant van de Indiërs geen reden meer was om de campagne af te gelasten. Toch riep hij iedereen op om op vreedzame wijze protest te leveren: "do or die" (doen of doodgaan) in de strijd voor de vrijheid.

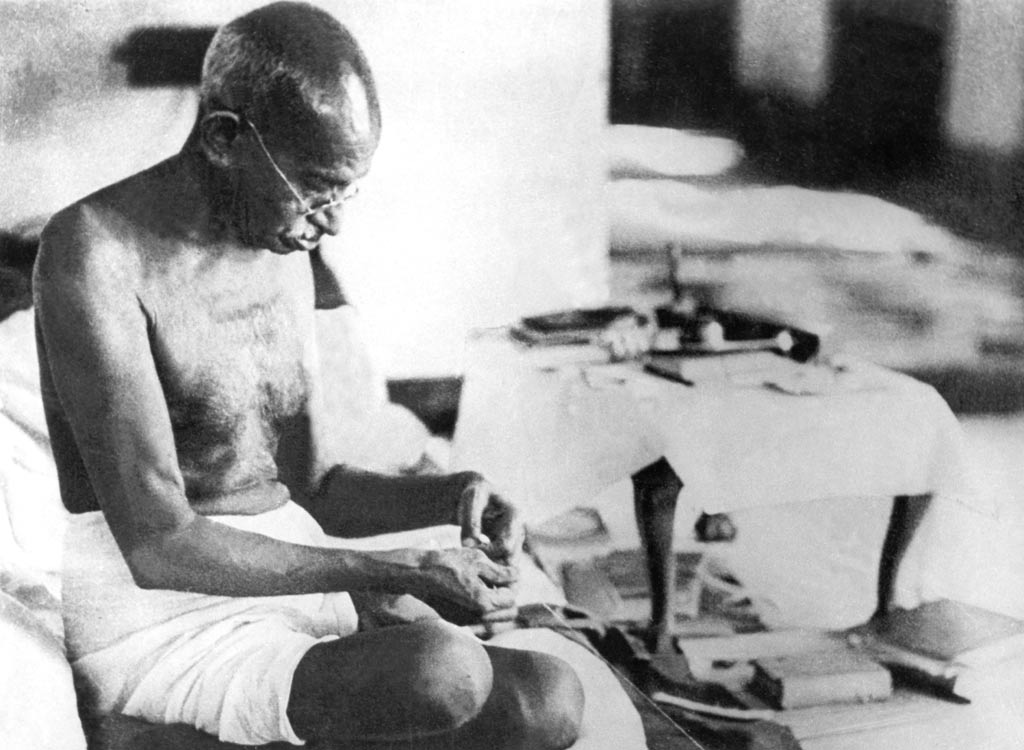
Gandhi aan het spinnen in Bombay
(1942), Kanu Gandhi

Op 9 augustus 1942 werden in Bombay Gandhi en het hele Congress Working Committee door Britse troepen gearresteerd. Gandhi werd twee jaar vastgehouden in het Aga Khanpaleis in Poona. Dit was een slechte tijd voor Gandhi, want zowel zijn vrouw als zijn secretaris overleden in deze periode. Hij werd voor het eind van de oorlog in vrijheid gesteld vanwege zijn zwakke gezondheid, omdat het Britse bestuur niet wilde dat Gandhi in de gevangenis zou sterven.
Eind 1943 werd de orde in India min of meer hersteld door het hardhandige optreden van de Britse troepen, maar Quit India was een succes. Tegen het einde van de oorlog maakte de Britse regering duidelijk dat de macht in Indiase handen zou komen. Dit was voor Gandhi reden om de campagne af te sluiten. De leiders van de Congrespartij en rond de 100.000 politieke gevangenen werden vrijgelaten. Na 90 jaar bezetting was de onafhankelijkheid voor India in zicht.

### Vrijheid
In 1946 wees Gandhi de voorstellen van de Britse regering af. Hij was het er niet mee eens dat de Moslimliga India in moslim- en hindoestaten zou verdelen. Het Congres accepteerde het voorstel tegen zijn advies in. Het Congres wilde niet alleen zo snel mogelijk de macht overnemen van de Britten, maar voelde er ook weinig voor om een coalitie met de Moslimliga te vormen. Na veel overleg gaf Gandhi uiteindelijk toestemming het land te verdelen.
De deling van Brits-Indië in een moslim- en hindoestaat resulteerde in een grote volksverhuizing, omdat vele dorpen en steden een gemengde bevolking hadden, en was de oorzaak van veel geweld. Tussen 1946 en 1947 kwam een geschat aantal van een miljoen mensen om het leven als gevolg van geweld tussen religieuze groepen. Het nieuwe moslimland werd gecreëerd uit gebieden in het oosten en westen van India. Het werd West-Pakistan en Oost-Bengalen genoemd, maar zou in 1971 uiteenvallen in twee staten: Pakistan en Bangladesh.
Gandhi vierde de onafhankelijkheid niet, maar bracht de dag door in Calcutta waar hij rouwde om de verdeling en een oplossing probeerde te vinden voor het geweld tussen beide groeperingen.

### Moord op Gandhi

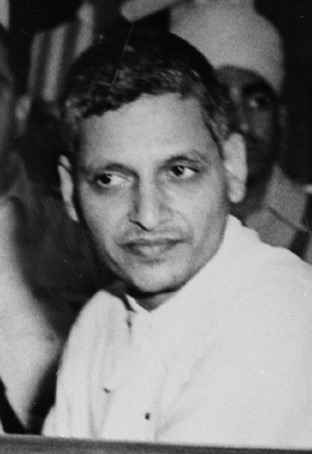
Nathuram Godse die Gandhi doodschoot
(1948)

Op 30 januari 1948 moest Gandhi na de middag naar een vergadering in het Birla House in New Delhi over de splitsing van het Congres. Gandhi wilde dit verhinderen en wilde ook de onenigheden tussen Nehru en Patel, minister van New Delhi, oplossen. Patel ging akkoord met zijn besluit om de splitsing van het Congres voor korte tijd te laten rusten.
16.00 uurGandhi was nog steeds aan het onderhandelen met Patel.
17.10 uurGandhi was te laat voor zijn dagelijkse gebed. Abha en Manu, achternichten van Gandhi, vergezelden Gandhi naar zijn gebedsruimte.Nathuram Godse naderde en nam zijn pistool uit zijn jas. Manu zag dat en plaatste zich voor Gandhi. Godse trok Manu daarop van Gandhi weg en schoot deze driemaal in de borst. De laatste twee woorden van Mahatma Gandhi waren: Hai Ram (“O God”).
17.17 uurGandhi lag dood op de grond
De volgende dag kwamen een miljoen mensen naar New Delhi om afscheid te nemen van hun Mahatma. Een zee van mensen volgde de rouwstoet. Men maakte gezamenlijk te voet de tocht van Birla Bhavan naar Raj Ghat, een afstand van ongeveer 9 km.

## Gandhi over

##### Gandhi over Jezus Christus
Gandhi ziet Jezus Christus als een van de grote religieuze leraren uit de wereldgeschiedenis. Hij ziet hem, die hij heeft leren kennen als voorbeeld van geweldloosheid en liefde voor de armen, als vrucht van het joodse volk, maar hij ziet hem niet als “de enige zoon van God”. Jezus en de door hem geformuleerde Zaligsprekingen waren voor hem een bron van inspiratie. Hij vond echter dat christenen in hun handel en wandel doorgaans niet lijken op hun meester.

##### Gandhi over Zionisme
Gandhi heeft zich vanaf 1921 tot in 1947 regelmatig uitgelaten over antisemitisme en zionisme. Daarbij tekent hij aan dat hij over Europese kwesties minder goed geïnformeerd is. De meeste van zijn uitingen zijn van voor de Tweede Wereldoorlog, al zijn er ook enkele van daarna, uit de jaren 1946-47. Zijn houding blijft hetzelfde.
Hij sympathiseert met het Joodse lijden door Europees anti-judaïsme en antisemitisme. Hij ziet de joden als de paria’s, de onaanraakbaren, van de christelijke wereld. Hij heeft weet van de wreedheid van de nazi’s van de jaren 30. Maar er is geen tekst van hem over de Shoah.
Hij heeft bewondering voor het Joodse volk en de Joodse cultuur en de vele vruchten daarvan.
Ook geeft hij blijk Joden onder zijn vrienden te hebben. Verschillende Joodse auteurs als Martin Buber en Juda Leon Magnes hebben met hem gesproken of gecorrespondeerd: vaak om hem te informeren (over de toestand in nazi-Duitsland) en/of zijn ongelijk met betrekking tot zijn visie op het zionisme te beargumenteren.
Over het zionisme zegt hij namelijk: “Het streven naar een joods thuisland trekt me niet bijzonder aan. Het is verkeerd het land binnen te gaan naast het Britse geweer. Zij kunnen zich daar alleen vestigen met de goede wil van de Arabieren. Hun harten moeten zij zien te bewegen en afzien van de hulp van Britse bajonetten. Een betere weg lijkt mij te zijn dat Joden, waar ook ter wereld, goede burgers zijn van het land waar zij wonen, inclusief Palestina”.

## Trivia
- Gandhi sprak zich uit voor het gebruik van Esperanto: "Ik ben voor één gemeenschappelijke kalender voor de hele wereld, net zoals ik ben voor één soort betaalmiddel voor iedereen en een hulptaal zoals Esperanto voor iedereen."
- Zijn uitspraken "De wereld biedt genoeg voor ieders behoefte, maar niet voor ieders hebzucht" en "Wat mooi is om te zien, is zelden fijn om aan te raken" zijn de motto's van veel weggeefwinkels in Nederland.
- Zijn geboortedatum, 2 oktober, wordt door volgelingen van de leer van ahimsa en bewonderaars van Gandhi jaarlijks gevierd als Internationale Dag van de Geweldloosheid, International Day of Non-Violence.[9]
- In 1931 bezocht hij Groot-Brittannië en reisde hij via Zwitserland naar Rome om op audiëntie te gaan bij paus Pius XI. Omdat hij niet volgens het protocol gekleed was ging de audiëntie niet door. Hij ontmoette wel Benito Mussolini, die hij op een slager vond lijken.[10]
- Gandhi is niet verwant aan de familie Nehru-Gandhi met als voormalige premiers Pandit Jawaharlal Nehru, zijn dochter Indira Gandhi en haar zoon Rajiv Gandhi.
- Het omslag van de eerste uitgave van zijn boek Indian Home Rule uit 1910 bevat de vermelding "no rights reserved" (geen rechten voorbehouden).[11]
- Een in India gemaakte vulpen, Swadeshi Ratnamson, dankt zijn ontstaan aan Mahatma Gandhi. De pen moest volledig in India gemaakt zijn en door alle Indiërs te gebruiken zijn.[12]

## Film
- Gandhi, Richard Attenborough (reg.), 1982, met Ben Kingsley en Candice Bergen

## Musea
- Kirti Mandir, geboortehuis van Gandhi in Porbandar
- Sabarmati Ashram, ook bekend als Gandhi Ashram in Ahmedabad
- Dandi Kutir Museum, museum in de vorm van een zoutberg in Gandhinagar
- Mahatma Mandir Convention and Exhibition Centre, congrescentrum en tentoonstellingsruimte in Gandhinagar
- Aga Khanpaleis met het Gandhi National Memorial in Poona
- Birla House, nu bekend als Gandhi Smriti, met het Eternal Gandhi Multimedia Museum in New Delhi

## Boeken
Nederlands:
- Claessens, Ben: Mahatma Gandhi, Facetten van zijn filosofie, 1997, ISBN 90-6271-875-2
- Ramachandra Guha, Gandhi: de biografie: de jonge jaren, 2014, Uitgeverij nieuw Amsterdam, ISBN 9789046816523
- Attenborough, Richard en Gold, Gerald, uitgeverij Sirius en Siderius, Den Haag, 1983; fotobiografie (met screenshots film Gandhi)(vertaald uit Engels); ISBN 90 6441 050X

Engels:
- Koenraad Elst. Gandhi and Godse - A review and a critique. Voice of India. 2001. ISBN 81-85990-71-9
- The Collected Works of Mahatma Gandhi
- An Autobiography or The Story of my Experiments with Truth, oorspronkelijk verschenen in 2 delen in 1927 en 1929 in het Gujarati en het Engels; div. heruitg. van Penguin Books sinds 1982
- Iyer, Rachavan N.: The moral and political thought of Mahatma Gandhi, 1973, 6e druk 2007, ISBN 978-0-19-565195-9
- Roy, Ramashray: Self and Society, a Study in Gandhian thought, 1985, ISBN 0-8039-9484-2
- Roy, Ramashray: The essential writings of Mahatma Gandhi, 1993, 17e druk 2007, ISBN 978-0-19-563208-8)

## Kunstwerken
Kunstwerken met Gandhi als thema met een artikel op Wikipedia zijn:
- Standbeeld van Mahatma Gandhi (Amsterdam), Nederland
- Standbeeld van Mahatma Gandhi (Kartaramstraat), Paramaribo, Suriname
- Standbeeld van Mahatma Gandhi (Knuffelsgracht), Paramaribo, Suriname
- Borstbeeld van Mahatma Gandhi, Nieuw-Nickerie, Suriname

## Galerij

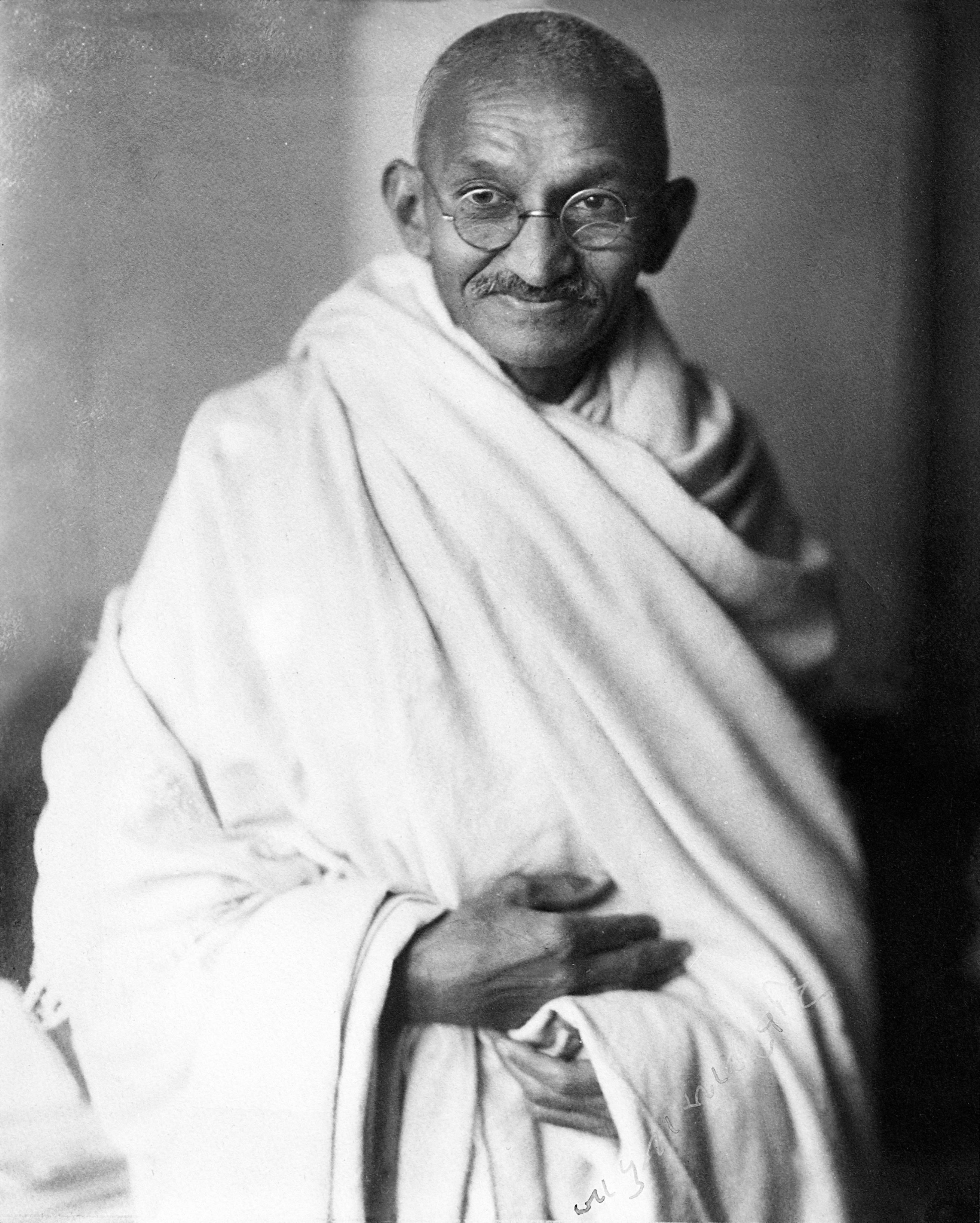
Mahatma Gandhi in Londen (1931)
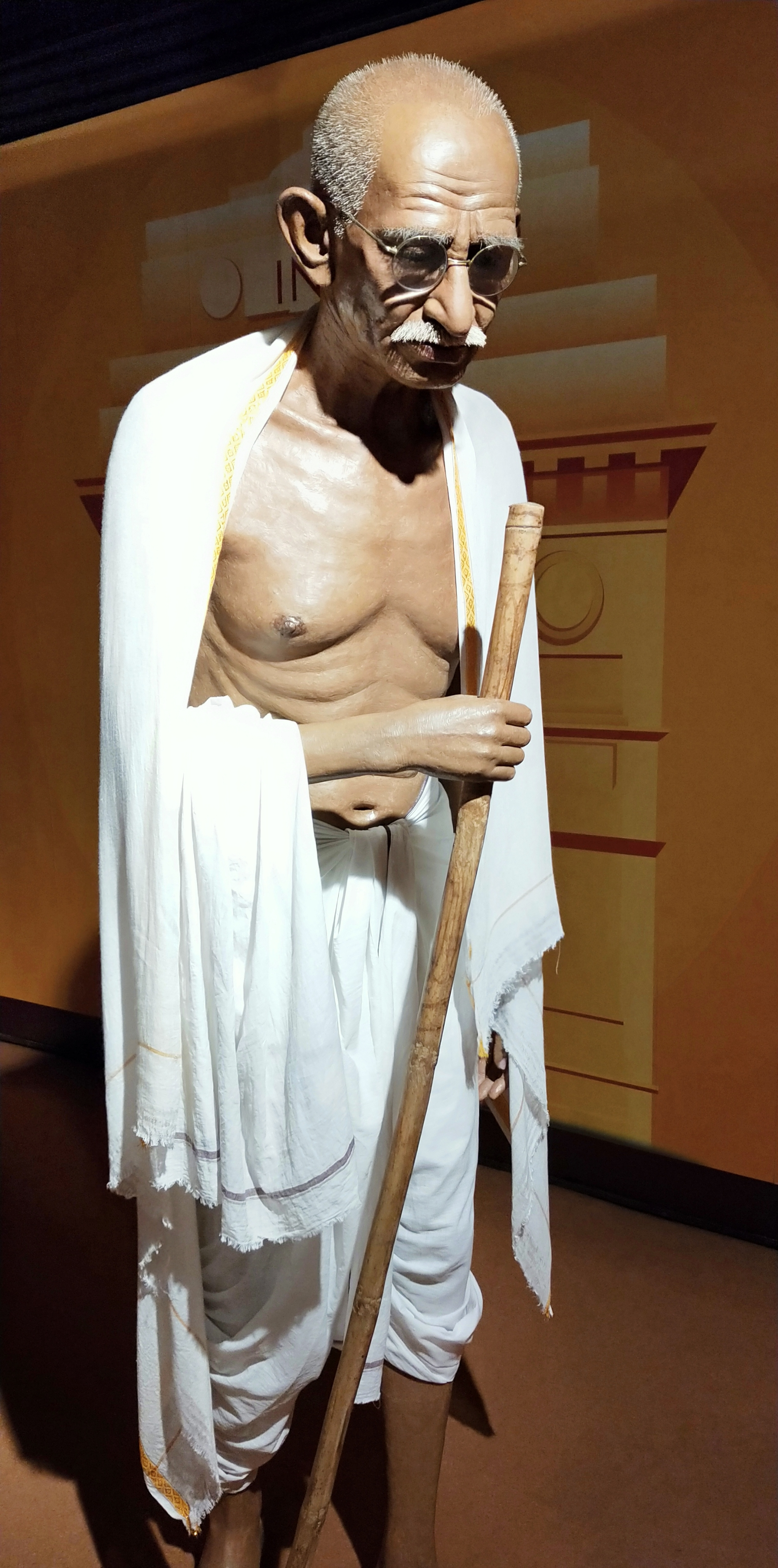
Wassenbeeld van Mahatma Gandhi Mother's Wax Museum in Calcutta
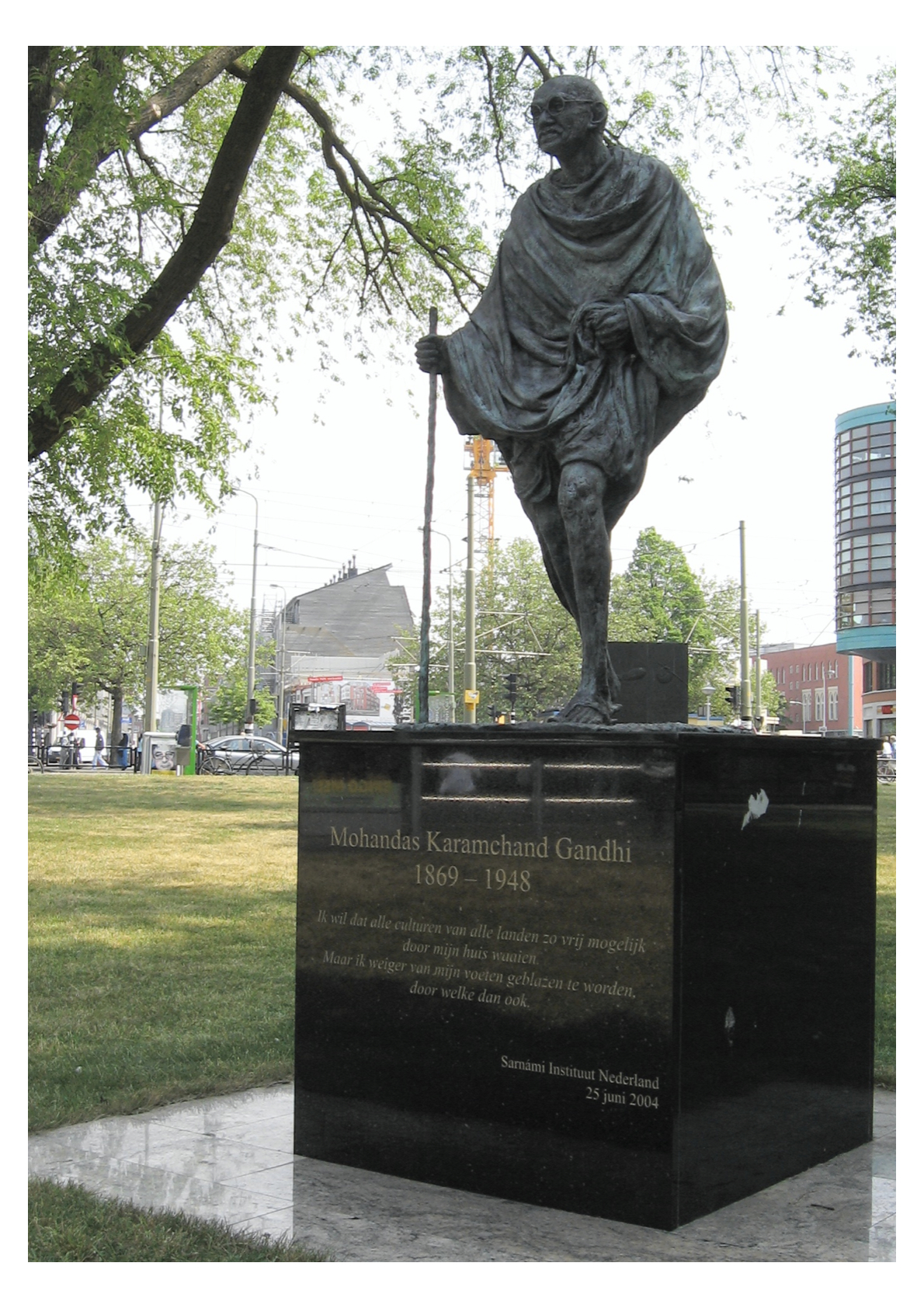
Standbeeld in Den Haag
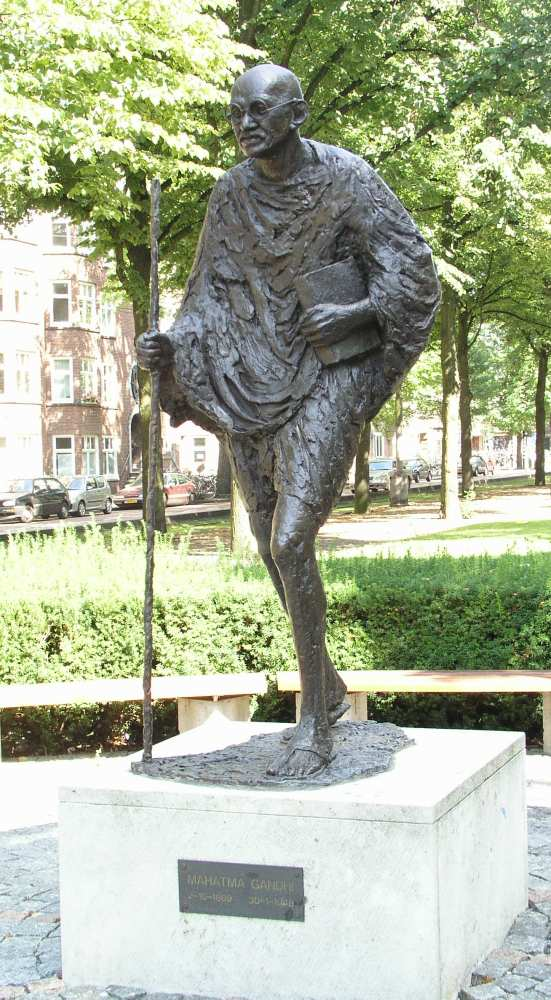
Standbeeld in Amsterdam
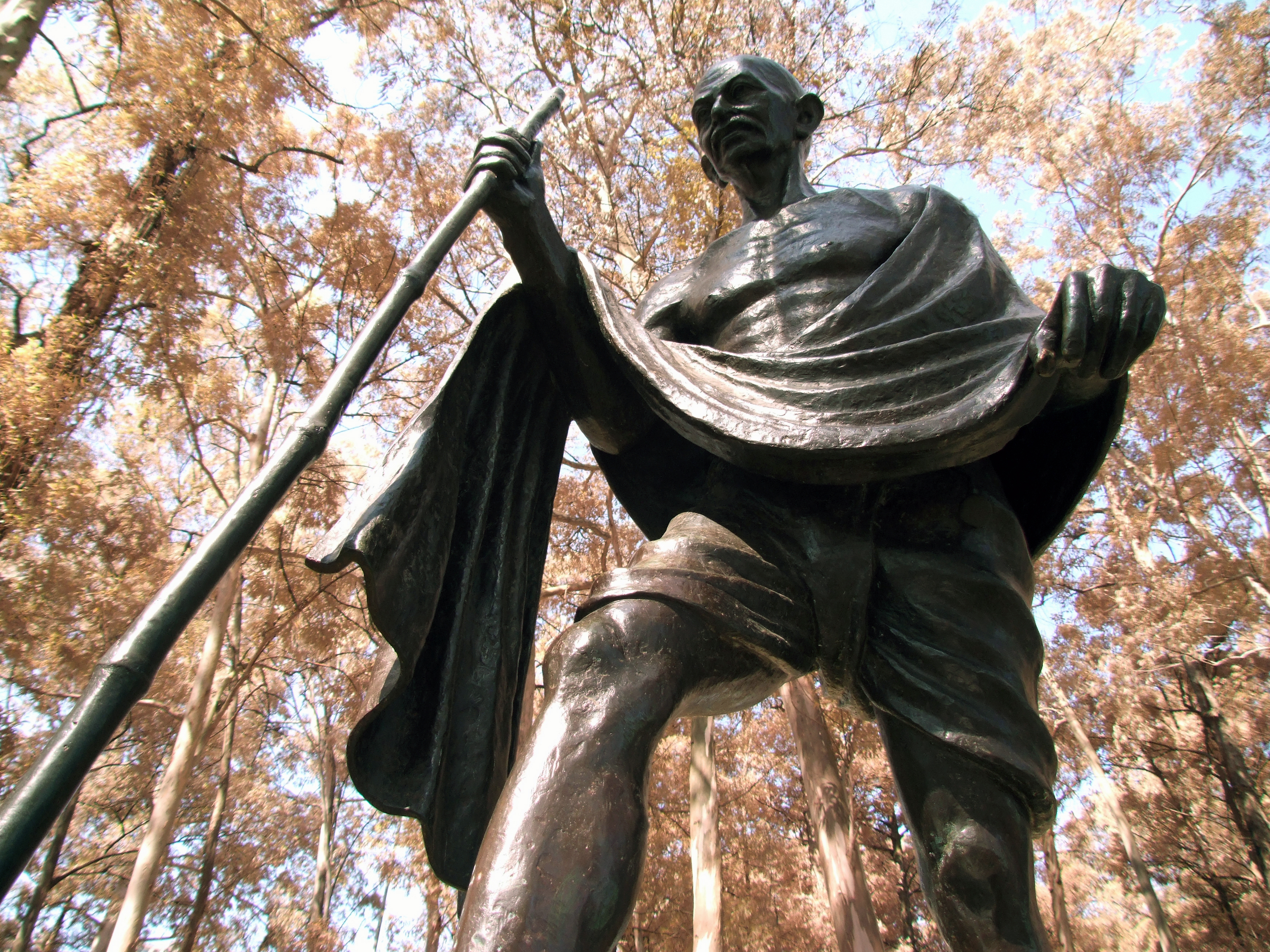
Standbeeld in São Paulo, Brazilië Door Indiase beeldhouwer Gautam Pal